# Seiko Yamamoto
Seiko Yamamoto (jap. 山本聖子 Yamamoto Seiko; ur. 22 sierpnia 1980) – japońska zapaśniczka w stylu wolnym.
Czterokrotna złota medalistka mistrzostw świata. Wygrała zawody w 1999, 2000, 2001 i 2003. Złoty medal na igrzyskach Wschodniej Azji w 2001. Mistrzyni Azji w 1997 i 2006 i trzecia w 2010. Pierwsza w Pucharze Świata w 2001 i 2002; druga w 2003 i trzecia w 2004 i 2006 roku. Wygrała Puchar Azji w 2003 i uniwersytecka mistrzyni świata w 2002 roku.
Pochodzi z rodziny z tradycjami zapaśniczymi. Jej ojciec, Ikuei Yamamoto reprezentował Japonię w turnieju zapaśniczym na igrzyskach w Monachium 1972. Siostra, Miyū Yamamoto jest wielokrotną mistrzynią świata. Brat, Norifumi Yamamoto jest zawodnikiem MMA i kickbokserem.
W 2006 roku jej mężem został Hideaki Nagashima, zawodnik piłki ręcznej, olimpijczyk z Pekinu 2008. Dwa lata po urodzeniu dziecka, w 2009 roku, wróciła do uprawiania zapasów. Walczy w grapplingu w zawodach Abu Dhabi Combat Club.